# USS Halfbeak (SS-352)
USS Halfbeak (SS-352) là một  tàu ngầm lớp Balao được Hải quân Hoa Kỳ chế tạo trong Chiến tranh Thế giới thứ hai. Nó là chiếc tàu chiến duy nhất của Hải quân Hoa Kỳ được đặt cái tên này, theo tên họ Cá kìm. Hoàn tất quá trễ để có thể phục vụ trong Thế Chiến II, nó đã được nâng cấp trong khuôn khổ Dự án GUPPY II để tiếp tục hoạt động trong cuộc Chiến tranh Lạnh, cho đến khi ngừng hoạt động vào năm 1971. Con tàu cuối cùng bị bán để tháo dỡ vào năm 1972.

## Thiết kế và chế tạo
Thiết kế của lớp Balao được cải tiến dựa trên  tàu ngầm lớp Gato dẫn trước, là một kiểu tàu ngầm hạm đội có tốc độ trên mặt nước cao, tầm hoạt động xa và vũ khí mạnh để tháp tùng hạm đội chiến trận. Khác biệt chính so với lớp Gato là ở cấu trúc lườn chịu áp lực bên trong dày hơn, và sử dụng thép có độ đàn hồi cao (HTS: High-Tensile Steel), cho phép lặn sâu hơn đến 400 ft (120 m). Con tàu dài 311 ft 9 in (95,02 m) và có trọng lượng choán nước 1.526 tấn Anh (1.550 t) khi nổi và 2.424 tấn Anh (2.463 t) khi lặn. Chúng trang bị động cơ diesel dẫn động máy phát điện để cung cấp điện năng cho bốn động cơ điện, đạt được công suất 5.400 shp (4.000 kW) khi nổi và 2.740 shp (2.040 kW) khi lặn, cho phép đạt tốc độ tối đa 20,25 hải lý trên giờ (37,50 km/h) và 8,75 hải lý trên giờ (16,21 km/h) tương ứng. Tầm xa hoạt động là 11.000 hải lý (20.000 km) khi đi trên mặt nước ở tốc độ 10 hải lý trên giờ (19 km/h) và có thể hoạt động kéo dài đến 75 ngày.
Tương tự như lớp Gato dẫn trước, lớp Balao được trang bị mười ống phóng ngư lôi 21 in (530 mm), gồm sáu ống trước mũi và bốn ống phía phía đuôi tàu, chúng mang theo tối đa 24 quả ngư lôi. Vũ khí trên boong tàu gồm một hải pháo 4 inch/50 caliber, một khẩu pháo phòng không Bofors 40 mm nòng đơn và một khẩu đội Oerlikon 20 mm nòng đôi, kèm theo hai súng máy .50 caliber. Trên tháp chỉ huy, ngoài hai kính tiềm vọng, nó còn trang bị ăn-ten radar SD phòng không và SJ dò tìm mặt biển. Tiện nghi cho thủy thủ đoàn bao gồm điều hòa không khí, thực phẩm trữ lạnh, máy lọc nước, máy giặt và giường ngủ cho hầu hết mọi người, giúp họ chịu đựng cái nóng nhiệt đới tại Thái Bình Dương cùng những chuyến tuần tra kéo dài đến hai tháng rưỡi.
Halfbeak được đặt lườn tại xưởng tàu của hãng Electric Boat Company ở Groton, Connecticut vào ngày 6 tháng 7, 1944. Nó được hạ thủy vào ngày 19 tháng 2, 1946, được đỡ đầu bởi bà William Craig, và được cho nhập biên chế cùng Hải quân Hoa Kỳ vào ngày 22 tháng 7, 1946 dưới quyền chỉ huy của Hạm trưởng, Trung tá Hải quân Evan Tyler Shepard.

## Lịch sử hoạt động
Sau khi hoàn tất việc chạy thử máy tại vùng biển Caribe và dọc bờ biển Mỹ Latinh đến vùng kênh đào Panama Ecuador và Colombia, Halfbeak trải qua ba năm tiếp theo hoạt động huấn luyện và tập trận từ Căn cứ Tàu ngầm Hải quân New London trong thành phần Hải đội Tàu ngầm 8. Nó đã đi đến Xưởng hải quân Portsmouth vào ngày 12 tháng 9, 1949 để được nâng cấp trong khuôn khổ Chương trình Công suất đẩy dưới nước lớn hơn (GUPPY II), bao gồm trang bị ống hơi cho phép động cơ diesel hoạt động dưới nước đồng thời lắp đặt các dàn ắc quy mạnh hơn. Các cải tiến này đã giúp cải thiện đáng kể tốc độ lặn dưới nước và tầm xa hoạt động.
Rời Portsmouth vào ngày 13 tháng 1, 1950, Halfbeak hoạt động cùng Đội Nghiên cứu và Phát triển tại New London. Trong đợt thử nghiệm thiết bị âm thanh dưới nước đặc biệt, nó thực hiện chuyến đi sang vùng biển Anh, và hoạt động ngoài khơi đảo Jan Mayen vào năm 1951. Nó thực hành huấn luyện tại vùng biển Caribe cho đến ngày 10 tháng 11, 1954, khi nó khởi hành cho lượt phục vụ đầu tiên cùng Đệ Lục hạm đội tại Địa Trung Hải. Chiếc tàu ngầm đã viếng thăm Gibraltar; Naples, Ý; Marseille, Pháp; Lisbon, Bồ Đào Nha và Valencia, Tây Ban Nha, trước khi quay trở về New London vào ngày 2 tháng 2, 1955. Một chuyến đi tương tự trong năm 1956 lại trùng hợp với vụ Khủng hoảng kênh đào Suez, nên nó đã ở lại khu vực Đông Địa Trung Hải và hoạt động cùng Đệ Lục hạm đội trong việc duy trì sự ổn định trong khu vực cho đến tháng 1, 1957.
Lên đường vào ngày 28 tháng 7, 1958, Halfbeak cùng với tàu ngầm hạt nhân Skate (SSN-578) hướng đến vùng biển Bắc Cực, nơi nó hoạt động bên dưới cánh đồng băng để thu thập thông tin nhân Năm Vật lý Địa cầu Quốc tế. Con tàu đã đi đến Bắc Cực vào ngày 11 tháng 8, và lặp lại việc này một lần nữa sáu ngày sau đó. Khi quay trở về nó tiếp nối các hoạt động thực hành huấn luyện thường lệ, chủ yếu tại vùng biển Caribe đồng thời tham gia các cuộc tập trận trong Khối NATO. Đến năm 1963, nó quay trở lại nhiệm vụ thử nghiệm và đánh giá sonar cũng như các thiết bị âm thanh dưới nước khác tại New London.
Vào khoảng tháng 9, 1965, dưới sự chỉ đạo của Cơ quan An ninh Quốc gia (NSA), Halfbeak từng tham gia nhiệm vụ bí mật do thám tình báo tín hiệu (SIGINT) ngoài khơi bán đảo Kola, Liên bang Nga. Nó bị lực lượng Liên Xô phát hiện, và đã phải ẩn nấp trong nhiều giờ ở độ sâu vượt quá ngưỡng cho phép, cho đến khi có thể thoát đi được.
Halfbeak được tặng thưởng danh hiệu Hiệu quà Chiến trận "E" trong các năm 1966 và 1967, cũng như giữ danh hiệu "E" cho Đội tàu ngầm 102 trong năm 1968. Nó được cho xuất biên chế đồng thời rút tên khỏi danh sách Đăng bạ Hải quân vào ngày 1 tháng 7, 1971. Cuối cùng con tàu được bán cho hãng North American Smelting Corp. tại Burlington, New Jersey vào ngày 13 tháng 7, 1972 để tháo dỡ.